# Real Convento de Santiago (Vélez-Málaga)
Los valores histórico-artísticos del Real Convento de Santiago, en Vélez-Málaga (España), evidencian la presencia del instituto religioso franciscano en la ciudad desde su conquista por los Reyes Católicos en 1487, cuando este inmueble inicia su andadura al ocuparse la antigua mezquita por la comunidad franciscana. A partir de esta fecha se produce una transformación paulatina del edificio conservando elementos de la plástica mudéjar, como el patio, de bella traza, o los restos de paños de sebka del antiguo alminar reaprovechado como torre cristiana. Durante el siglo XVIII, el edificio conocerá cambios que contribuirán a configurar su imagen actual, siendo expresión de este período la capilla del Buen Pastor, que destaca por la riqueza de sus yeserías policromadas, de hojas carnosas y rizadas, excelentemente trabajadas, cuya ejecución la ponen en la órbita de la producción de Felipe de Unzurrúnzaga. Asimismo, habría que destacar las pinturas murales, próximas a la capilla del Huerto y la actual portada construida en 1788. Las reformas del siglo XIX, incorporaron un coro alto de perfil sinuoso, con decoración sencilla y equilibrada.
El valor urbanístico de inmueble adquiere singular relevancia, y nos remite a la época en que estos establecimientos eclesiásticos abarcaban grandes parcelas urbanas. A pesar de su evolución a lo largo del tiempo, unido a los diversos avatares políticos y sociales, el Real Convento de Santiago ha podido conservar prácticamente intacta su fisonomía, lo que permite contemplar, actualmente, una magnífica volumetría y un entorno que ha ido adaptándose a los nuevos ritmos que impone el tiempo, sin que por ello haya perdido la calidad de su imagen como monumento. 

## Descripción
El convento de Santiago tiene planta cuadrangular, pues tan sólo la fachada lateral de la iglesia, fachada principal, muestra una alineación oblicua respecto a su paralela. En su interior se dispone un patio o claustro cuadrado, en torno al cual se encuentran las distintas dependencias del convento y la iglesia, adosada esta al claustro por el lado de la Epístola.
Las edificaciones que conforman el convento presentan un alzado de dos plantas, excepto la iglesia que ofrece una altura superior a las mismas. El templo se compone de una nave, con coro alto a los pies y presbiterio elevado en la cabecera. En el lado del Evangelio, posteriormente se le adosa una nave que da paso a tres capillas. En los pilares formeros que separan las dos naves, apoyan arcos de medio punto, éstos en el lado de la Epístola cobijan retablos. Tanto los retablos como su imaginería son de factura reciente.
La nave se cubre con falsa bóveda de yeso, de medio cañón rebajado, y lunetos en cuyos frentes abren vanos semicirculares acristalados. Se encuentra dividida en tramos mediante arcos fajones que apoyan en pilastras adosadas a los muros perimetrales, uniendo la cornisa superior con un friso inferior situado sobre los arcos formeros. Ambos recorren horizontalmente el perímetro interior del templo y forman parte de su esquema decorativo, especialmente el inferior, cuyos motivos son guirnaldas y cestos de frutas, que alternan con hojarascas y florones pintados de color gris, que destacan sobre el color ocre del friso o el blanco de los muros. También la clave de la bóveda en cada uno de sus tramos se decora con florones.
El presbiterio tiene planta cuadrada cubierto con falsa cúpula de media naranja sobre pechinas. El anillo que constituye su base se decora con yeserías y motivos de hojarasca, pintados en color gris, que destacan sobre el color blanco del paramento. En una intervención se abrieron en la cúpula una serie de ocho aberturas alargadas en disposición radial, para hacer parcialmente visible la armadura mudéjar que fue cubierta con esta falsa cúpula en época barroca.
El coro es obra de las reformas del siglo XIX. Constituye un espacio amplio que prolonga lateralmente sus dos extremos, con forma abalconada de movido perfil curvilíneo, y que apoyan sobre peanas panzudas. Presenta antepecho de hierro forjado con pasamanos de madera y bolas en los ángulos. El sotacoro se cubre con bóveda de arista y cuenta también con una decoración integrada por grandes triángulos de perfil mixtilíneo en cada uno de los plementos de la bóveda.
En el lado de la Epístola y a la misma altura que el presbiterio se ubica la capilla de Nuestra Señora de la Soledad, desde donde se accede también a la sacristía. Es un espacio cuadrado cubierto con bóveda de arista decorada con molduras de hojarasca. Preside un retablo compuesto de tres hornacinas sobre veneras, de las cuales la central alberga la imagen que da nombre a la capilla.
Junto a la anterior, se encuentra la capilla del Buen Pastor, anteriormente sagrario de la iglesia. Se abre en el lado de la Epístola en sentido perpendicular a la nave central. Esta construcción viene a constituir un pequeño templo independiente dentro de la iglesia. Se estructura con una nave o vestíbulo y la capilla propiamente dicha. Un arco de medio punto permite acceder a esta desde la cabecera de la nave; sobre su clave se levanta un balcón enrejado que se abre a la nave de la iglesia, a modo de tribuna, y también hacia el vestíbulo de la capilla, donde se dispone un pequeño espacio dotado de antepecho de madera.
La nave o vestíbulo se cubre con bóvedas de arista decoradas con roleos de acantos que parten de un florón central. En los tímpanos presenta recuadros con molduras quebradas y decoración de motivos dorados y policromados. Sobre la clave del arco formero que separa la nave de la capilla, se muestra una pintura representando a San Francisco abrazando a Cristo crucificado circundado de yeserías, pintura de realización reciente como las restantes que se conservan en esta capilla.
La capilla se estructura mediante un espacio cuadrado cubierto de cúpula semiesférica sobre pechinas. Presenta abundante decoración de roleos, muy movidos, que surgen de un motivo espiral rodeando un óvalo y presidido por una corona, cuyo penacho invade la base del tambor. Bajo esta composición muestra dos óvalos horizontales circundados de hojarascas, medallones y cestos de frutas. El tambor se encuentra dividido en ocho paños mediante pilastras de cuyos capiteles cuelgan guirnaldas entrelazando los óvalos que centra cada paño y querubines que destacan de la decoración vegetal que envuelve totalmente el tambor y que se adapta a los elementos arquitectónicos. La cúpula se estructura en ocho segmentos enmarcados por molduras mixtilíneas, desarrollándose en ellos una profusa decoración de veneras, roleos, rosetas y acantos. Cada uno presenta en su base óvalos para albergar pinturas, de los que tres representan a San Francisco de Asís, Santa Clara y alegorías eucarísticas, mientras los restantes se encuentran vacíos. El testero del fondo, tapizado con tela de damasco rojo, acoge la escultura de un Crucificado. En los testeros laterales se encuentran dos grandes pinturas de forma oval circundadas por hojarasca, que representan la Anunciación y Cristo en Majestad.
La nave lateral de la iglesia se compone de diferentes tramos separados mediante arcos fajones. Estos espacios cuadrados, situados ante cada una de las tres capillas, cuentan con un conjunto variado de cubriciones abovedadas.
La primera capilla abierta a la nave lateral es la de Jesús de la Humildad, que aparece integrada por un espacio rectangular y un sencillo camarín en cuyo interior alberga la imagen titular. La talla responde a la estética del barroco. Se representa a Jesús con la cabeza ligeramente inclinada hacia su hombro izquierdo, de larga cabellera, tocado con una corona de espinas y tres potencias. Las manos cruzadas y atadas a la altura de la cintura. Viste túnica de color morado sujeta a la cintura mediante cordones dorados. Mide 1,60 x 0,55 m y está realizado en el siglo XX por el escultor Domingo Sánchez Mesa.
Le sigue la capilla de Jesús Nazareno el Pobre, precedida de un tramo de la nave cubierto con cúpula sobre pechinas. El camarín es un espacio rectangular ochavado, compuesto de pilastras acanaladas que sustentan la cornisa que sirve de base a la cúpula y en su interior alberga la imagen titular. Presenta la imagen de Cristo con la Cruz sobre su hombro izquierdo, cabellera larga que cae sobre su espalda, corona de espinas y tres potencias sobre la cabeza. Viste túnica morada con cordones dorados que ciñen la cintura. Mide 1,60 x 0,60 m. Está realizado por Domingo Sánchez Mesa en el siglo XX.
La tercera es la capilla de la Oración en el Huerto, que se ubica en la cabecera de la nave y ocupa un espacio en forma de trapecio irregular, paralelo al presbiterio, cubierto con bóveda de arista. Se accede a través de un arco de medio punto sobre columnas de mármol, elementos de una actuación reciente. Tanto la bóveda de arista anterior a la capilla, como el paramento de los muros que delimitan este espacio, se encuentran cubiertos con pinturas murales realizadas "a secco", las cuales se conservan de forma parcial, combinando tonalidades grises y rojizas configurando amplios paneles de roleos y volutas.
El zaguán que da entrada al convento es de planta rectangular y está cubierto con alfarje de madera. A derecha e izquierda del mismo se abren sendas puertas que comunican con distintas dependencias del convento, y por el testero de fondo se accede al claustro.
Este es de planta cuadrada, porticado y con alzado de dos pisos. La planta baja presenta en cada frente cinco arcos de medio punto, peraltados, inscritos en alfiz, que descansan sobre pilares ochavados, cuyos capiteles troncopiramidales ochavados van precedidos de una moldura convexa. Todos estos elementos están realizados en ladrillo visto, acentuando su contraste cromático con el blanco de los muros enjalbegados. En las galerías de esta planta inferior se abren ventanas y puertas que se corresponden con las distintas dependencias dispuestas en las crujías que circundan al claustro, el cual comunica también con la iglesia a través de un vano de medio punto cubierto con puerta de madera decorada con elementos geométricos.
La planta superior del claustro presenta galerías descubiertas compuestas de cinco vanos dispuestos en eje de simetría con los de la planta inferior. Este alzado, al tener menos altura el techo, se resuelve con arcos carpaneles muy rebajados, bordeados de una sencilla moldura, sobre columnas monolíticas de fuste liso, que descansan en antepecho corrido.
En la galería inferior del claustro, en su frente noroccidental, se levanta la portada que da acceso a la escalera que comunica ambas plantas. Se compone de un vano de medio punto cubierto con una cancela de hierro. En su clave se decora con yeserías, compuestas de hojarasca carnosa rizada y rocalla, integradas a un cordón franciscano, que se extiende alrededor de una cartela con una inscripción que hace referencia a la reforma del año 1955. Este acceso comunica con un espacio cuadrado, cubierto con bóveda de arista, desde el cual parten, a derecha e izquierda, dos tramos de escalera. Tras el descanso de dos mesetas intermedias, dispuestas también a derecha e izquierda, otros tramos de escalera confluyen en la meseta superior. Una triple arcada de medio punto sobre columnas monolíticas de mármol blanco y fuste liso, constituye la comunicación de ambos espacios. Una baranda de madera torneada recorre la escalera a modo de antepecho.
La fachada principal del convento que delimita el costado izquierdo de la iglesia presenta una alienación oblicua, perdiendo su paralelismo con la fachada opuesta. Esta disposición es motivada por el adosamiento de las distintas capillas abiertas a la nave lateral, y que constituyen diferentes volúmenes al exterior.
La portada que da acceso a la iglesia se ubica en el costado derecho de la fachada principal. Se estructura mediante un gran nicho cóncavo, con alzado de dos plantas, cubierto con bóveda de arista. Está flanqueado por pilastras cajeadas y perfiles exteriores compuestos de volutas. En las enjutas se disponen sendos triángulos. Corona la portada un cuerpo triangular retranqueado a modo de hastial, proporcionado por la configuración de las cubiertas de la iglesia.
En la planta inferior se abre el acceso, con jambas ensanchadas, cubierto con puerta de doble hoja decorada con motivos mixtilíneos incisos, realizada en 1788. El alzado de la planta superior presenta un balcón semicircular dotado de antepecho de hierro forjado. Dos puertas de acceso lo convierte en una tribuna con valor de capilla callejera. Entre las puertas muestra una hornacina central de medio punto, en cuyo interior alberga la imagen de San Francisco, obra reciente.
La fachada de la calle de San Francisco tiene un claro carácter secundario. A esta fachada corresponde la cabecera de la iglesia, en la que emerge al exterior el volumen cuadrangular del camarín sustentado por una peana en chaflán. En la parte superior destaca el alero de canecillos que corre bajo el tejado, elementos mudéjares del edificio.
El origen como alminar musulmán ha predeterminado la forma estructural de la torre. Es de planta cuadrada y se compone de un alzado de dos cuerpos. En el inferior, en su frente nororiental se abren pequeños vanos rectangulares que dan luz a la escalera; esta se encuentra dispuesta alrededor de un machón central. Unas obras recientes, al picar el muro suroccidental de la torre, descubrieron una decoración de paño de sebka sencillo. El cuerpo superior añadido en el siglo XVI es de forma cuadrangular, y en cada uno de sus lados se abren vanos de medio punto que albergan campanas. Sobre una cornisa se dispone la cubierta de forma piramidal y recubierta de teja plana vidriada. Unos remates cerámicos, también vidriados, decoran su vértice y las cuatro esquinas.